# つ
つ、ツは、仮名の1つである。1モーラを形成する。五十音図において第4行第3段（た行う段）に位置する。日本語の音節の1つであり、清音の他、濁音（づ、ヅ）を持つ。または、促音の表記に用いられ、この場合には一般に「っ」「ッ」のように小さく書かれる。促音は単独で音節を構成しない。

## 概要
- 現代標準語の音韻:

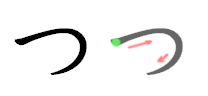
「つ」の筆順

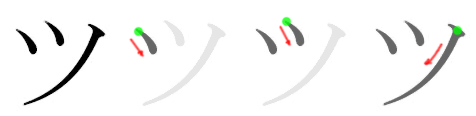
「ツ」の筆順

  1. 1子音と1母音「う」から成る音。子音は、次の通り。
    - 清音 「つ」: 舌を上歯茎に付けて、離すときに、狭い隙間を作って摩擦した音を出す無声歯茎破擦音。
    - 濁音 「づ」: 語頭や促音・撥音の後においては舌を上歯茎に付けて、離すときに、狭い隙間を作って摩擦した音を出す有声歯茎破擦音。語中では舌の先を上歯茎に付けずに近付けて、隙間から声を摩擦させて通すときに出る有声歯茎摩擦音、すなわち「す」の子音の有声音である。それら2つの「づ」の発音は、一般に日本語の話者にはほとんど聞き分けられず、意味上の差異はない。「づ」は「ず」と同じ発音であり、現代標準語では「づ」と「ず」を音の上で区別しない（四つ仮名）。現代仮名遣いでは、一部の例外を除いて「づ」で書かれてきたものを全て「ず」で書く。

  2. 促音「っ」：普通は次の音の子音の構えで1モーラをなすもの。例えば破裂音や破擦音であれば閉鎖が持続されたままの状態であり、摩擦音であれば隙間が形成されたまま摩擦が持続した状態である。つまり、長子音の前半部分を1つの音の単位、モーラとして切り取ったものである。音が続かない場合には、前の母音の構え、またはそれから口をいくらか閉じた形で息を止める。
- 五十音順: 第18位。
- いろは順: 第19位。「そ」の次。「ね」の前。
- 平仮名「つ」の字形: 「州」または「川」の草体、略体からと考えられる[1]
- 片仮名「ツ」の字形: 「州」の略体または「川」からと考えられる
- ローマ字
  - つ: tsu 。訓令式およびコンピューターのローマ字入力では tu
  - づ: zu。訓令式およびコンピュータのローマ字入力ではduおよび改造候補
  - っ: 後続の子音字を重ねて書く。ただし、cが後続する場合には、tcとすることがある。子音字が後続しない場合の書き方は原則ないが「あっ」など強調する場合などはある。その場合、コンピュータではxtu, xtsuなどと入力される
例：あった = atta、あっち = atti / atchi / acchi
- 点字:
  - つ:

  - っ:
- 通話表: 「つるかめのツ」
- モールス信号: ・－－・
- 手旗信号：12→3

- 発音: つ[ヘルプ/ファイル]

## つ に関わる諸事項
- 「つ」は破擦音であるため、「ち」と共にタ行の他の音との子音の差が大きいといえる。「た」「て」「と」に近い子音で発音するとすれば破裂音 [tu] になるが、純粋な日本語にはもはや存在しない音であり、対応する仮名もないが、外来語等の表現としては用いられる。この場合、「とぅ」「トゥ」と表記されることが多い。
- 上代の「つ」は舌先の破裂音を子音とする [tu]であったと考えられるが、室町時代末には摩擦音を伴う [tsu] に転じていた[2]。現在もごく一部の方言に [tu] の発音が残る。
- 上代に「つ」は格助詞として用いられ、現代にもまつげや天つ神・国つ神といった複合語の一部として残る。つ (格助詞)も参照。
- 主に外来語に当てはめるために、あ行の文字を後続させて、つの子音[ts]と他の母音をあわせた音を表す。このとき、後続するあ行の文字は拗音同様、一般に小さく書く。例：モーツァルト、ツェルニー、カンツォーネ、エリツィン等。例外として、「おとっつぁん」など日本語での用法もある。
- 「つ」は1から9までの漠然とした助数詞として用いられる。
- かなで日本最短となる駅の名は「津（つ、Tsu）」である。
- 日本式の天気記号では「ツヨシ（強し）」の略として、雨強し、雪強し、雷強しの3つに用いられる。
- ㋡（ツを○で囲んだもの、マルツ）は、郵便において不在のために局に持ち帰って留置される郵便物の意味で用いられる。不在「通知」のツ。
- 同じく「㋡」あるいは「ツ」は、Unicode（ユニコード）に対応した海外のチャットでしばしばスマイリーとして使われる。この場合、1、2画目が両目、3画目が微笑んだ口元を表している。「¯\_(ツ)_/¯」は肩をすくめたポーズを表す[3][4]。
- 横書きの電子掲示板やTwitter上では、その右側の何かを差し出すなどの動作をしている手の形を「つ」の一文字で表現することがある。例えば、「つ お茶」の文字で、お茶を差し出す手を意味する[5]。この場合の「つ」は、欧米で「㋡」がスマイリーを表現する場合と同様に、文字の意味と関係がないアスキーアートの用法である。